# Papa Canard
Pour plus de détails, voir Fiche technique et Distribution.
Papa canard (titre original : Daddy Duck) est un dessin animé de la série des Donald produit par Walt Disney et distribué par RKO Radio Pictures, sorti le 16 avril 1948.

## Synopsis
Voulant adopter un bébé, Donald se retrouve par erreur avec un bébé kangourou. Le ramenant chez lui, il apprendra que s'occuper d'un kangourou n'est pas de tout repos...

## Fiche technique
- Titre original : Daddy Duck
- Titre français : Papa canard[2]
- Série : Donald Duck
- Réalisation : Jack Hannah
- Scénario : Jack Cosgriff et Bob McCormick
- Animateurs : Jack Boyd, Bob Carlson, Phil Duncan et Tom Massey
- Layout : Ernie Nordli
- Background : Thelma Witmer
- Musique: Oliver Wallace
- Voix : Clarence Nash (Donald)
- Producteur : Walt Disney
- Société de production : Walt Disney Productions
- Société de distribution : RKO Radio Pictures
- Date de sortie : 16 avril 1948
- Format d'image : Couleur (Technicolor)
- Son : Mono (RCA Photophone)
- Durée : 7 minutes
- Langue : Anglais
- Pays :  États-Unis

## Voix françaises

### 1erdoublage (années 1980)
- Michel Elias : Donald Duck
- Danièle Hazan : la pédiatre

### 2edoublage (1990)
- Sylvain Caruso : Donald Duck
- Claude Chantal : la pédiatre

## Titre en différentes langues
D'après IMDb :
- Suède : Kalle Anka blir pappa